# Dino Risi
Dino Risi (Milà, Itàlia, 23 de desembre de 1916 - Roma, 7 de juny de 2008) va ser un director de cinema i guionista italià.

## Biografia
Fill de metge, comença una carrera de metge psiquiatre tot dedicant-se a la crítica cinematogràfica, així com a l'escriptura de novel·les i de guions. El 1940 Dino Risi efectua els primers passos en el cinema com a ajudant de Mario Soldati per a la pel·lícula Piccolo mondo antico i d'Alberto Lattuada a  Giacomo l'idealista .
Durant la Segona Guerra Mundial, es refugia a Suïssa on segueix els cursos de Jacques Feyder. La postguerra afavoreix la recuperació del cinema italià. De 1946 a 1949 escriu guions i realitza documentals. Amb  Vacanze col gangster , passa a la direcció de llargmetratges el 1952.
A partir dels anys 1950, es converteix en un dels grans realitzadors de comèdies a la italiana. El seu èxit comença el 1957 amb la farsa crítica Poveri ma belli i confirma el seu talent el 1960 amb Il mattatore que inicia una llarga col·laboració amb un dels seus actors fetitxes: Vittorio Gassman que a Profumo di donna obté el premi d'interpretació masculina al Festival de Canes de 1975. Els seus altres actors preferits són Nino Manfredi, Ugo Tognazzi, Alberto Sordi i Marcello Mastroianni.
Destaca en les pel·lícules d'esquetxos, com la sèrie I Mostri, però també en els drames (Il sorpasso) o Fantasma d'amore amb Romy Schneider el 1981.
Sovint nominat però mai premiat al Festival de Canes, aquest certamen, acaba organitzant per reconeixement una retrospectiva de quinze de les seves pel·lícules el 1993.
El 2002, el cineasta va rebre un Lleó d'or pel conjunt de la seva carrera al Festival Internacional de Cinema de Venècia. Una ovació dempeus va acompanyar aquest moment.
Dino Risi és un dels últims «monstres» de l'edat d'or del cinema italià. Treballador incansable, ha realitzat més d'una cinquantena de pel·lícules.
És el pare de Marco Risi, també director de cinema.

## Filmografia

### Director

#### Curts
| - 1946: Barboni - 1946: I Bersaglieri della signora - 1946: Verso la vita - 1947: Cortili - 1947: Pescatorella - 1947: Strade di Napoli - 1947: Tugillio minore - 1948: 1848 - 1948: Costumi e bellezze d'Italia - 1948: Cuore rivelatore - 1948: La Fabbrica del duomo | - 1948: Segantini, il pittore della montagna - 1949: Caccia in brughiera - 1949: La Città dei traffici - 1949: La Montagna di luce - 1949: Seduta spirita - 1949: Terra ladina - 1949: Vince il sistema - 1950: Buio in sala - 1950: Fuga in città - 1950: La Grido della città - 1950: L'Isola bianca - 1950: Siero della verità |

#### Llargmetratges
| - 1952: Vacanze col gangster - 1953: Il Viale della speranza - 1953: Il segno di Venere - 1953: L'amore in citta, segment Paradiso per 4 ore - 1955: Pane, amore, e... - 1956: Poveri ma belli - 1957: Belle ma povere - 1957: La Nonna Sabella - 1958: Venezia, la luna e tu - 1959: Il mattatore - 1959: Poveri milionari - 1959: Il Vedovo - 1960: Un amore a Roma - 1961: Una vida difícil (Una vita difficile) - 1961: A porte chiuse - 1962: La marcia su Roma - 1962: Il sorpasso - 1963: Il successo - 1963: Il Giovedi - 1963: I Mostri - 1964: Il Gaucho - 1965: I complessi segment Una jornada decisiva - 1965: L'Ombrellone - 1965: I Nostri mariti (segment Il Marito di Attilia) - 1965: Les quatre nines (Le bambole) - 1966: Operazione San Gennaro - 1967: Il tigre - 1968: Il profeta - 1968: Straziami, ma di baci saziami - 1969: Vedo nudo | - 1969: Il Giovane normale - 1970: La moglie del prete - 1971: En nom del poble italià (In nome del popolo italiano) - 1971: Noi donne siamo fatte cosi - 1973: Mordi e fuggi - 1973: Sessomatto - 1975: Telefoni bianchi - 1975: Profumo di donna - 1976: La stanza del vescovo - 1977: Anima persa - 1977: Primo amore - 1978: I nuovi mostri - 1979: Caro papà - 1980: Sono fotogenico - 1981: Fantasma d'amore - 1982: Sesso e volentieri - 1984: ...e la vita continua (TV) - 1985: Scemo di guerra - 1986: Il Commissario Lo Gatto - 1987: Teresa - 1988: Carla, Quattre storie di donne (TV) - 1988: La Ciociara (TV) - 1988: Il Vizio di vivere (TV) - 1990: Tolgo il disturbo - 1990: Vita coi figli (TV) - 1992: Missione d'amore (sèrie TV) - 1996: Giovani e belli - 1996: Esercizi di stile (segment Myriam) - 2002: Le ragazze di Miss Italia (TV) |

### Guionista
- 1949: Canzoni per le strade de Mario Landi
- 1951: Anna de Alberto Lattuada
- 1969: Vedo nudo, d'ell mateix

## Premis i nominacions

### Premis
- 1976. César a la millor pel·lícula estrangera per Profumo di donna
- 2002. Lleó d'Or per la carrera

### Nominacions
- 1960. Os d'Or per Il mattatore
- 1955. Palma d'Or per Il segno di Venere
- 1975. Palma d'Or per Profumo di donna
- 1976. Oscar al millor guió adaptat amb Ruggero Maccari per Profumo di donna
- 1979. Palma d'Or per Caro papà
- 1985. Palma d'Or per Scemo di guerra